# Piano regolatore di Addis Abeba del 1938
Il piano regolatore del regime fascista di Addis Abeba, studiato fin dal 1936 e concluso definitivamente nel 1938, aveva lo scopo di sviluppare e di creare una nuova città che fosse adibita alla popolazione europea nettamente separata dai nuovi quartieri destinati alla popolazione etiopica. I criteri che furono alla base del progetto si ispiravano al principio di creare per la colonia dell'Africa Orientale Italiana una nuova capitale che coniugasse la funzionalità e la monumentalità ispirandosi al tipico schema dell'urbanistica romana.

## I primi progetti
Il Governatore di Addis Abeba, Alfredo Siniscalchi, si pose per primo il problema di riorganizzare la città. Il primo problema che ci si trovò ad affrontare fu la scelta delle aree. Alcuni ritenevano giusto che la nuova capitale sorgesse nei pressi della Cattedrale di San Giorgio, altri sostenevano più opportuno erigerla nei pressi della stazione ferroviaria (Lagaar), altri ancora proposero di spostarla più a nord al fine di costruirla ex novo. In questo ambito fu lo stesso Mussolini ad intervenire decidendo che per ragioni politiche e storiche fosse giusto che la capitale dovesse rimanere ad Addis Abeba. La scelta cadde quindi sulla vasta area che si trovava nei pressi della stazione ferroviaria. Considerata più adatta per l'andamento pianeggiante ed il leggero declivio, per l'esistenza di terreni liberi e la vicinanza all'acqua.

Impostazione urbanistica di Addis Abeba in un progetto poi accantonato: qui la stazione ferroviaria era ipotizzata in posizione parallela alla via Imperiale

In previsione di un primo prospettato piano regolatore, non ancora approvato, il Governatorato di Addis Abeba provvide a lottizzare 353 ettari di terreno per assegnarli ad enti e a privati. Ne furono esclusi quelli già assegnati ad enti militari. Le difficoltà furono legate alla difficoltà ad individuare i legittimi proprietari da indennizzare.
Nel frattempo si provvide a creare quelle strutture che erano giudicate importanti nell'immediatezza. Oltre alla ristrutturazione degli edifici che erano andati rovinati durante il precedente conflitto si ampliò l'ospedale Duca degli Abruzzi e si costruì il nuovo ospedale Luigi Razza. La casa del fascio cittadino venne realizzata nel nord est della città in un edificio andato distrutto durante la precedente guerra.
Intanto si provvide a continuare la sistemazione della rete viaria urbana (circa 20 chilometri). Conseguentemente si rifece il manto delle piste dell'aeroporto e si costruirono gli edifici annessi, dalle aviorimesse alle sedi comando..

### Addis Ketema
Il piano regolatore improntato dagli italiani nel 1936 si basava sulla politica della segregazione razziale: in primo luogo ci fu lo sfratto degli etiopi, che si erano stabiliti lì da 50 anni, in secondo luogo la zona doveva diventare la residenza per gli italiani.
Il nuovo quartiere realizzato per etiopi fu chiamato Addis Ketema. Entro l'autunno dell'anno successivo non meno di 20.000 abitanti sarebbero stati espropriati delle loro case precedenti per stabilirvisi.
Il nuovo quartiere era quindi in grado di accogliere più di 20.000 tucul. Attorno a ciascun tucul fu lasciato uno spazio di terra da adibirsi ad orto familiare e sufficiente a pascolarvi gli animali da cortile. Questi quartieri furono dotati di strutture come spacci, mercato coperto, stazione dei pompieri e cinema.
Nell'area conosciuta come Ras Makonen sefer furono eseguiti altri sfratti (queste aree erano presenti altri tukul), al fine di rendere le aree zone per le abitazioni degli italiani (Istituto delle Case Economiche e Popolare o Casanchis, Menaharia in amarico).

#### Dettaglio dell'esecuzione
Tra il 1937 e il 1940 fu approvato dalle autorità italiane un decreto in cui ci si decise l'espropriazione di 953 case di 480 proprietari nel 1937, 1.407 case di 1.239 proprietari nel 1938, 1.629 case di 1.418 proprietari nel 1939 e 1.420 case di 1.290 proprietari in 1940, vale a dire un totale in quattro anni di 4.427 proprietari di 5.409 case. Oltre a questo, un ulteriore decreto fu emanato nel 1938 per l'espropriazione "per motivi di salute pubblica".
Inizialmente i tucul furono realizzati da mano d'opera italiana, ma poi, visti gli alti costi, si preferì autorizzare la costruzione privata delle abitazioni. Per facilitare furono assegnati i terreni e un sussidio di 400 lire per acquisto l'attrezzatura necessaria.

#### Mancato completamento
Il piano di creare una città con zone da segregazione razziale non fu portato a termine a causa del crollo fascista.
Solo il 20 per cento del piano fu realizzato nel 1941. Alcune delle tracce importanti sono lo spostamento del centro politico a sud.

### Le strutture secondarie
Nei 5 anni di occupazione per lo svago dei coloni si provvide alla creazione di tre cinematografi. Numerosi furono i locali aperti da altri italiani, mentre per le strutture alberghiere si provvide all'ammodernamento e all'ampliamento delle esistenti.
Alle preesistenti industrie di epoca abissina (fabbriche di birra, fabbriche di olio e segherie) furono aggiunte durante l'occupazione italiana fabbriche di laterizi e industrie tessili.
Le chiese copte (in numero di 16) furono restaurate, in particolare le autorità italiane restaurarono la cattedrale di San Giorgio che era stata incendiata nel 1936 nei giorni precedenti all'occupazione italiana. Fu inoltre edificata una moschea che all'epoca non esisteva. Le chiese cattoliche erano due: la cattedrale, che era precedentemente gestita dall'Ordine dei Frati Minori Cappuccini francesi fu affidata ai Cappuccini italiani e la chiesa presente all'interno della Missione della Consolata.

## Il progetto del 1938

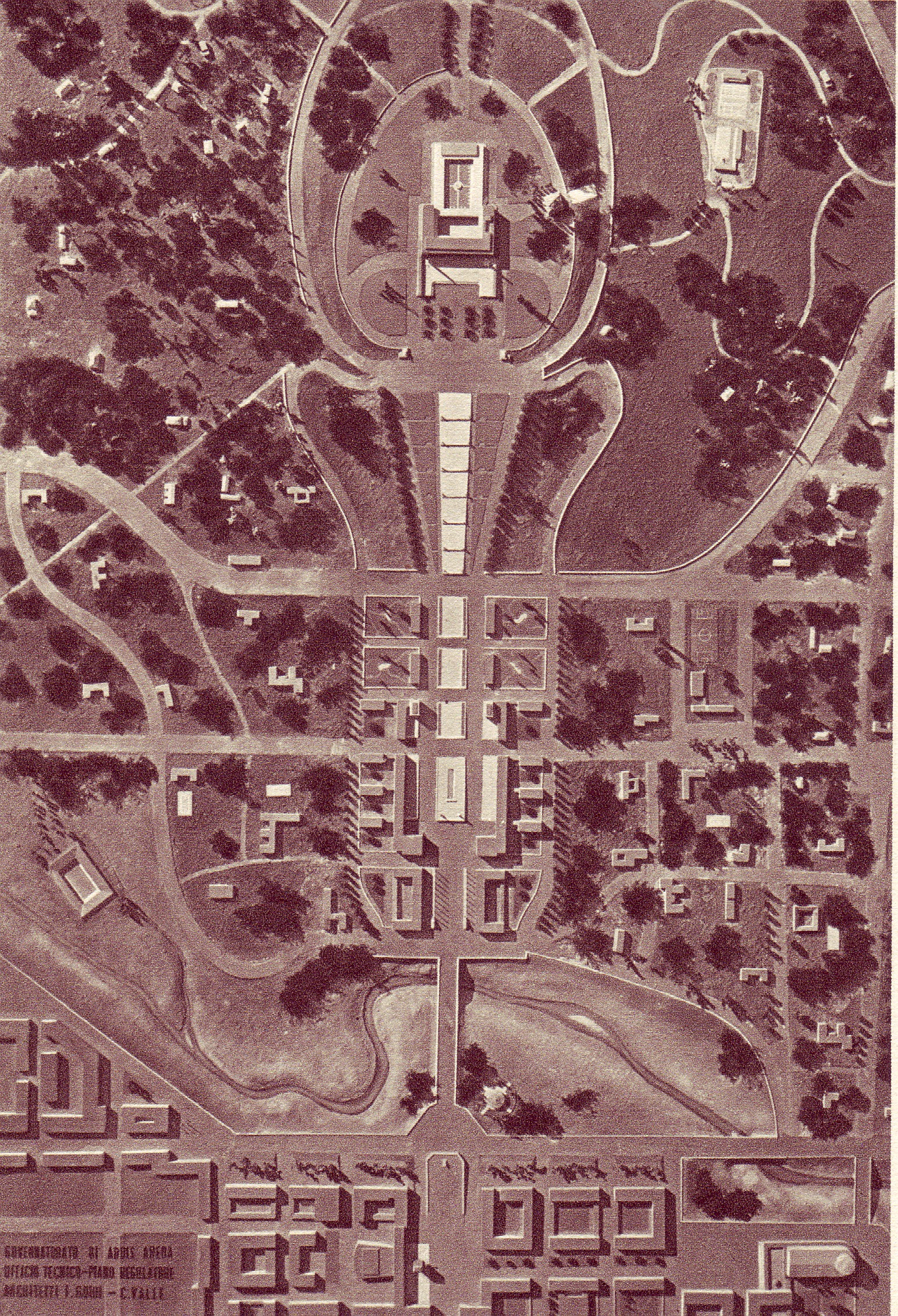
Veduta dall'alto del piano regolatore di Addis Abeba, particolare della via Imperiale destinata agli uffici governativi. In basso si nota il fiume Bantichetù attraversato da un ponte lungo oltre 60 metri. L'intero tracciato stradale, ponte compreso, fu effettivamente realizzato prima della seconda guerra mondiale

Nel 1938, dopo due anni di studi fu approntato il progetto definitivo della città di Addis Abeba dagli architetti Ignazio Guidi e Cesare Valle. Il progetto fu ufficialmente approvato il 16 gennaio 1939 dai membri della Consulta generale per l'edilizia e l'urbanistica del Ministero dell'Africa Italiana, giunti in Africa Orientale Italiana al seguito del sottosegretario Attilio Teruzzi.
Le linee guida furono così riassunte:
- spostamento del centro politico della città sulla collina dove sorge il Grande Ghebbì di Menelik II nel nuovo quartiere europeo che avrebbe inoltre accolto, oltre agli Uffici Statali, il Teatro, il Cinematografo e le banche.
- lungo la strada per Dessiè, dove già sorgevano le varie delegazioni nazionali sarebbero sorti anche i quartieri residenziali.
- ampliamento dell'area della Ferrovia Addis Abeba-Gibuti, dove sorge la stazione per destinarlo ad area industriale.
- il quartiere indigeno e l'area industriale dove già era stato precedentemente progettato.

Sostanzialmente si intese lasciare inalterata la struttura dell'antica capitale abissina ma trasferendone il centro politico in un nuovo quartiere prossimo alla stazione ferroviaria che era destinato a divenire il quartiere europeo. Da qui sarebbero partite le due principali arterie cittadine (viale Mussolini e via Imperiale) che sviluppandosi lungo un percorso monumentale su cui sorgeva la cattedrale cattolica e la Torre Littoria avrebbero raggiunto una la piazza principale dove già sorgeva la Casa del Fascio, l'altra avrebbe dovuto accogliere tutti gli Uffici Statali per raggiungere il vecchio ghebbì ora sede del palazzo vicereale. Alle spalle della ferrovia si sarebbe sviluppato il quartiere industriale incuneato tra il quartiere commerciale e il quartiere etiope.

### Il quartiere europeo
Il quartiere europeo si sarebbe sviluppato completamente lungo l'asse del viale Mussolini, nella parte più a monte avrebbero trovato spazio le abitazioni civili, mentre nella parte più a valle sarebbe stato realizzato il quartiere commerciale.
Ancora più a valle, nell'area della stazione ferroviaria (che sarebbe stata spostata), sarebbe sorto un altro tracciato (via Imperiale) lungo il quale si sarebbe sviluppato il quartiere monumentale in cui avrebbero trovato posto tutti gli uffici governativi. Il quartiere sarebbe stato idealmente separato dal resto della città dal fiume Bantichetù. Il Bantichetù sarebbe stato attraversato da un ponte lungo oltre 60 metri.
Da lì il tracciato avrebbe raggiunto l'ex ghebbì grande. Il palazzo del governatore dell'Africa Orientale Italiana sarebbe stato realizzato nella parte orientale all'interno di un parco.
Nell'area destinata ad abitazioni civili si decise, in base al piano regolatore, che le abitazioni non dovessero superare i tre piani, due piani invece per le aree destinate ad abitazioni civili non intensive. Nessuna particolare limitazione si decise per quel che riguardava l'area da destinarsi ad uffici amministrativi.
Il vecchio centro etiopico, nella parte alta della città, presso la cattedrale di San Giorgio, fu escluso da ogni ulteriore costruzione.

### La stazione ferroviaria
La stazione ferroviaria (Lagaar), in un precedente progetto era prevista parallela alla via Imperiale, ma nel progetto definitivo si preferì spostarla di località e di sistemarla in posizione arretrata, rispetto all'attuale, per permettere il prolungamento del viale Mussolini. Lungo il tragitto cittadino della Ferrovia Addis Abeba-Gibuti sarebbero state create tre stazioni intermedie, una per il quartiere europeo, una per il quartiere etiopico e una per lo scalo merci.

### Il quartiere industriale e commerciale
Nei pressi della vecchia stazione ferroviaria sarebbe sorto l'intero quartiere industriale. Trovandosi nei pressi della strada che conduce verso Dessiè e Asmara sarebbe stato facilmente collegato con le altre regioni e con l'Eritrea.

### Il quartiere etiopico
Il quartiere etiopico sarebbe sorto separato dal centro politico italiano. Come informa Marco Pomilio Una grande fascia verde di 500 metri di larghezza, formata in prevalenza da eucalipti, separerà la città indigena dal complesso dei nuclei metropolitani. Separazione non brusca e scostante, dunque, ma garbata e fragrante.
Al quartiere etiope furono destinati circa 600 ettari locati a nord ovest dei quartieri europei. Il problema più complesso fu quello di conciliare le necessità delle differenti popolazioni e delle diverse religioni. Si decise di adottare una soluzione a scacchiera che potesse allo stesso tempo raggruppare tutti gli elementi locali insieme, ma che allo stesso tempo li mantenesse separati. Pertanto ogni religione o ogni popolo avrebbe avuto a disposizione un proprio quartiere. Nei pressi del mercato etiope sarebbero anche state distribuite tutte le infrastrutture comprensive di uffici postali, stazione di polizia e ambulatori. In particolare un ospedale e tre ambulatori.

## Esito
Lo scoppio della seconda guerra mondiale impedì di portare a termine il progetto definitivo del 1938. Solo alcune parti di esso furono realizzate. Nel 1940 risultava completata l'intera rete stradale, in particolare era stato realizzato il tracciato della via Imperiale costruita ex novo. Gran parte dei lotti di terreno destinati sia agli italiani, sia agli etiopici erano stati assegnati e la popolazione locale era già trasferita nelle aree loro destinate dal nuovo piano regolatore (quartiere etiopico). Inoltre era già stato realizzato l'enorme mercato (sito nell'attuale quartiere di Merkato). L'acquedotto cittadino era stato solo in parte realizzato. Il quartiere industriale era già in funzione, così come il nuovo aeroporto che rimase a lungo in funzione anche dopo il ritorno di Haile Selassiè.
Rimasero invece sulla carta la maggior parte degli edifici che erano stati progettati, soprattutto quelli che avrebbero dovuto abbellire la via Imperiale. Oggi sulla ex Via Imperiale, in uno degli edifici lasciati incompleti, vi è la sede dell'Organizzazione dell'Unità Africana.